# 홍콩 디즈니랜드

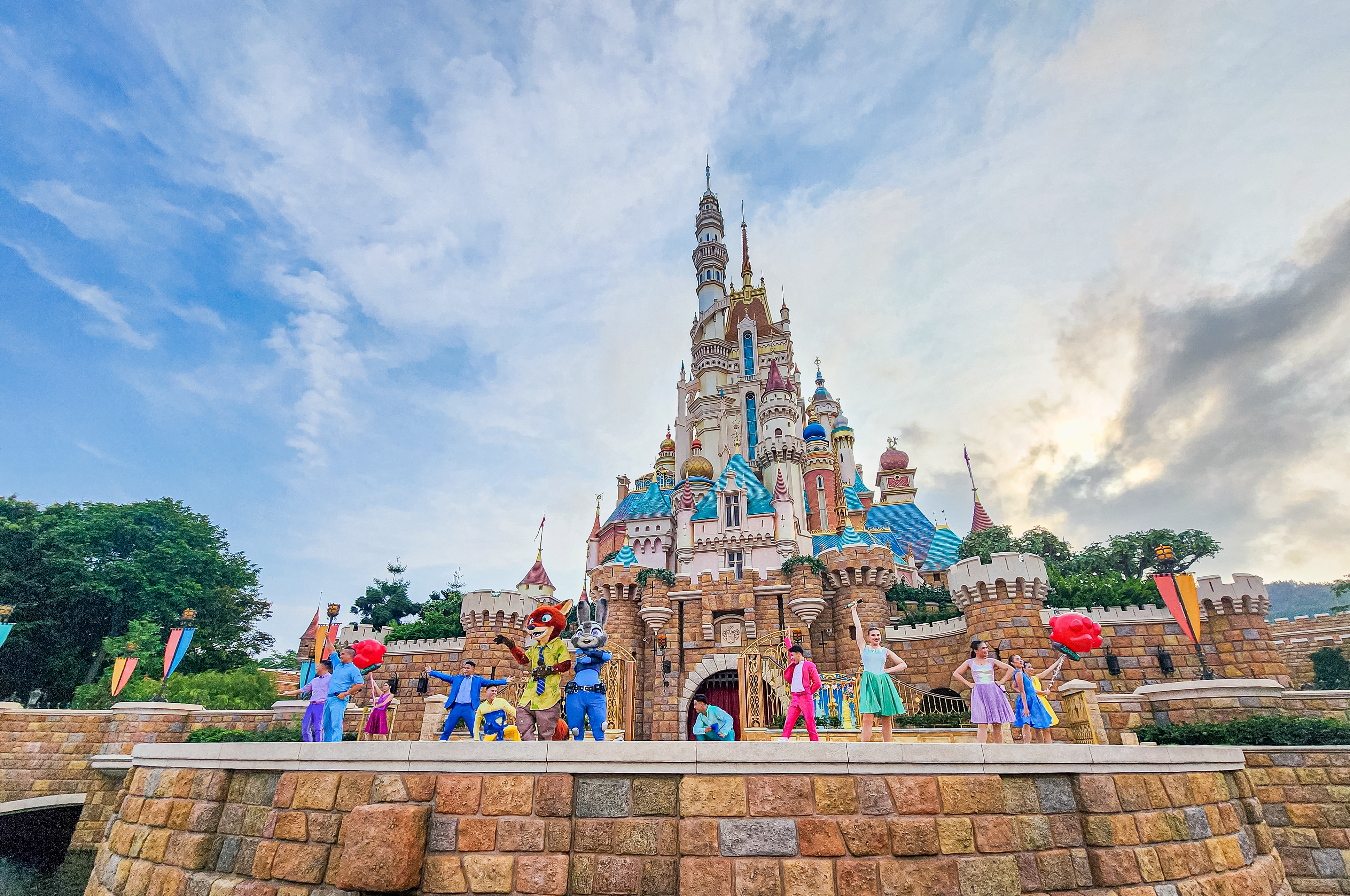

홍콩 디즈니랜드는 홍콩의 테마파크이자 월트 디즈니 컴퍼니의 홍콩 지역을 관장하고 있는 레저 시설로, 2005년 9월 홍콩 국제공항(첵랍콕) 인근인 란터우섬 북쪽에 개장되었다.
인스피레이션 레이크 등과 함께 홍콩 디즈니랜드 리조트를 구성한다. 디즈니 온 퍼레이드가 펼쳐지는 메인 스트리트 U.S.A 스릴을 즐길 수 있는 어드벤처 랜드, 디즈니 동화의 나라를 구현한 판타지 랜드,공상과학과 우주탐험을 즐길 수 있는 투머로우 랜드로 구성되어 있다.

## 주요 도로
- 홍콩 8호 간선

## 같이 보기
- 상하이 디즈니랜드